# 마리엘라 아렌스
마리엘라 아렌스(Mariella Ahrens, 1969년 4월 2일 ~ )는 독일의 배우이다.